# Princess Peters
Princess Osayomwanbor Peters, más conocida por su nombre artístico Princess Peters (Edo, 1 de octubre de 1986) es una cantante, compositora, actriz, productora de cine y filántropa nigeriana.

## Biografía
Peters nació en la ciudad de Benín, estado de Edo, Nigeria. Es la octava hija de una familia que consta de diez hijos. Obtuvo su NCE en Biología y Ciencias Integradas en 2006 en la Facultad de Educación de Benín, ahora Universidad Tayo Akpata, y asistió a la Universidad Benson Idahosa, para obtener una licenciatura en Comunicación de masas. 

## Carrera
Dio inicio a su carrera profesionalmente con el álbum debut "Kpomwen Ijesu" en 2007 bajo Lighthworld Productions seguido de ERHUN en 2011. Desde entonces, ha lanzado sencillos y álbumes como Urhuese, Ose y Ogboviosa.
Ha ganado y obtenido nominaciones a premios, incluidos los premios Maranatha de EE. UU. junto con otros importantes músicos de Gospel nigerianos como Mercy Chinwo, Steve Crown, Judikay y Frank Edwards.
Debutó en cine en 2004 y desde entonces ha participado y producido en distintas películas.

## Discografía
| Sencillo   | Año de lanzamiento |
| ---------- | ------------------ |
| Ijesu      | 2007               |
| Erhun      | 2008               |
| Testimonio | 2017               |
| Aigbobiosa | 2018               |
| Urhuese    | 2019               |
| Oghogho    | 2020               |
| Ose        | 2020               |
| Omeleya    | 2020               |

## Filmografía
- What's Within (2014)
- Destiny Gate
- Home in Exile
- Girls Are Not Smiling (2017)
- About Tomorrow
- Adesuwa
- ATM
- Desperate Love
- Singles Clinik